# Corina Christenau
Corina Schardt, ehemals Corina Christenau, (geboren am 19. Juni 1973 in Bukarest als Corina Ciolacu) ist eine ehemalige rumänisch-deutsche Handballspielerin.

## Vereinskarriere
Auf der Position Linksaußen eingesetzt, begann sie mit dem Handballspiel im Alter von elf Jahren bei Progresul Bukarest. Von dort wechselte sie 1985 zu Rapid Bukarest, dort spielte sie bis 1991. Von 1991 bis 1998 war sie für ILSA Timișoara aktiv. Ab 1998 stand sie beim 1. FC Nürnberg, der in der Landesliga spielte, unter Vertrag.
Mit dem Team stieg sie von der Landesliga bis in die Bundesliga auf und gewann EHF Challenge Cup 2003/2004 und im Jahr 2005 das Double aus Meisterschaft und DHB-Pokal.
In Nürnberg spielte sie bis ins Jahr 2008.

## Nationalmannschaft
Sie bestritt 42 Länderspiele mit der rumänischen Nationalmannschaft. Bei der Weltmeisterschaft 1995, ihrem ersten großen internationalen Turnier, schied sie nach einem Kreuzbandriss im ersten Spiel aus.
Nachdem sie die deutsche Staatsbürgerschaft erhalten hatte, bestritt sie vier Länderspiele mit dem Team des Deutschen Handballbundes, der deutschen Nationalmannschaft.

## Trainerin
Corina Schardt war auch als Trainerin des 1. FC Nürnberg 2009 tätig.

## Erfolge
- Sieg im EHF Challenge Cup 2004
- Deutsche Meisterschaft 2005 und 2007
- DHB-Pokalgewinn 2004 und 2005

## Privates
Sie ist studierte Diplom-Sportlehrerin, ihren Abschluss machte sie noch in Rumänien, bevor sie nach Deutschland zog.
Ihr erster Ehemann war der Handballspieler Dieter Christenau. Corina Schardt ist in zweiter Ehe verheiratet und wohnt mit ihrem Ehemann und ihren Kindern in Fischbach bei Nürnberg.